# Япония на летних Олимпийских играх 2000
Япония на летних Олимпийских играх 2000 была представлена 266 спортсменами. Вновь большинство медалей сборной Японии принесли дзюдоисты.

## Награды

### Золото
| Золото |                 |                           |
| №      | Спортсмены      | Вид спорта (дисциплина)   |
| 1      | Тадахиро Номура | Дзюдо (до 60 кг)          |
| 2      | Макото Такимото | Дзюдо (до 81 кг)          |
| 3      | Косэй Иноуэ     | Дзюдо (до 100 кг)         |
| 4      | Рёко Тани       | Дзюдо (до 48 кг)          |
| 5      | Наоко Такахаси  | Лёгкая атлетика (марафон) |

### Серебро
| Серебро | |                                 |
| №       | Спортсмены | Вид спорта (дисциплина)         |
| 1       | Кацухико Нагата | Греко-римская борьба (до 69 кг) |
| 2       | Норико Нарадзаки | Дзюдо (до 52 кг)                |
| 3       | Синъити Синохара | Дзюдо (свыше 100 кг)            |
| 4       | Маи Накамура | Плавание (100 м, на спине)      |
| 5       | Ясуко Тадзима | Плавание (400 м, комплексное)   |
| 6       | Мия Татибана Михо Такэда | Синхронное плавание (дуэт)      |
| 7       | Мия Татибана Михо Такэда Дзюри Тацуми Ёко Ёнэда Юко Ёнэда Рэй Дзимбо Аяно Эгами Райка Фудзии Ёко Исодо | Синхронное плавание (группы)    |
| 8       | Рэйка Уцуги, Михо Ямада, Норико Ямадзи, Харука Сайто, Дзюри Такаяма, Хироко Тамото, Марико Масубути, Наоми Мацумото, Эми Найто, Кадзуэ Ито, Ёсими Кобаяси, Сиори Косэки, Мисако Андо, Юмико Фудзии, Таэко Исикава | Софтбол (женщины)               |

### Бронза
| Бронза |                                                         |                                     |
| №      | Спортсмены                                              | Вид спорта (дисциплина)             |
| 1      | Киэ Кусакабэ                                            | Дзюдо (до 57 кг)                    |
| 2      | Маюми Ямасита                                           | Дзюдо (свыше 78 кг)                 |
| 3      | Мики Накао                                              | Плавание (200 м, на спине)          |
| 4      | Дзюнко Ониси Масами Танака Сумика Минамото Маи Накамура | Плавание (4х100 м, комбинированная) |
| 5      | Ёрико Окамото                                           | Тхэквондо (до 67 кг)                |

## Состав Олимпийской сборной Японии

### Велоспорт

#### Трековый велоспорт
Всего спортсменов — 3
После квалификации лучшие спортсмены по времени проходили в раунд на выбывание, где проводили заезды одновременно со своим соперником. Лучшие спортсмены по времени проходили в следующий раунд.
Мужчины
| Спортсмен                                         | Соревнование     | Квалификация | Квалификация | 1\4 финала             | 1\2 финала     | Финал Матч за 3-е место | Место |
| Спортсмен                                         | Соревнование     | Время        | Место        | Соперник Время         | Соперник Время | Соперник Время          | Место |
| ------------------------------------------------- | ---------------- | ------------ | ------------ | ---------------------- | -------------- | ----------------------- | ----- |
| Нарихиро Инамура Юитиро Камияма Томохиро Нагацука | командный спринт | 45,406       | 5            | Греция · 45,264 · пор. |                | Не прошли               | 5     |

Победители определялись по результатам одного соревновательного дня. В гите победителей определяли по лучшему времени, показанному на определённой дистанции, а в гонке по очкам и мэдисоне по количеству набранных баллов.
Мужчины
| Спортсмен        | Соревнование | Результат         | Место |
| Спортсмен        | Соревнование | Время Очки        | Место |
| ---------------- | ------------ | ----------------- | ----- |
| Нарихиро Инамура | Гит с места  | 1:05,085 (+3,476) | 9     |

### Дзюдо
Спортсменов — 8
Соревнования по дзюдо проводились по системе на выбывание. В утешительные раунды попадали спортсмены, проигравшие полуфиналистам турнира. Два спортсмена, одержавших победу в утешительном раунде, в поединке за бронзу сражались с проигравшими в полуфинале.
Мужчины
| Спортсмен        | Категория | 1/32                              | 1/16                               | 1/8                                      | Четвертьфиналы     | Полуфиналы         | Первый доп. раунд                             | Утешительный четвертьфинал          | Утешительный полуфинал                 | За 3 место Финал   | Место |
| Спортсмен        | Категория | Соперник Результат                | Соперник Результат                 | Соперник Результат                       | Соперник Результат | Соперник Результат | Соперник Результат                            | Соперник Результат                  | Соперник Результат                     | Соперник Результат | Место |
| ---------------- | --------- | --------------------------------- | ---------------------------------- | ---------------------------------------- | ------------------ | ------------------ | --------------------------------------------- | ----------------------------------- | -------------------------------------- | ------------------ | ----- |
| Юкимаса Накамура | до 66 кг  | Тарек Айяд (LBA) поб. 1010 — 0001 | Анис Лунифи (TUN) поб. 0201 — 0100 | Патрик ван Калкен (NED) пор. 0020 — 1100 | Не прошёл          | Не прошёл          | Пурэвдоржийн Нямлхагва (MGL) поб. 0011 — 0010 | Иван Баглаев (KAZ) поб. 1010 — 0000 | Араш Миресмаили (IRI) пор. 0000 — 1000 | Не прошёл          | 7     |

| Соревнование | Спортсмены      | Первый раунд       | Второй раунд                     | 1/8 финала                        | Четвертьфинал                   | Полуфинал                        | Финал                           | Место |
| Соревнование | Спортсмены      | Соперник Результат | Соперник Результат               | Соперник Результат                | Соперник Результат              | Соперник Результат               | Соперник Результат              | Место |
| ------------ | --------------- | ------------------ | -------------------------------- | --------------------------------- | ------------------------------- | -------------------------------- | ------------------------------- | ----- |
| до 60 кг     | Тадахиро Номура | Не участвовал      | Цзя Юньбин (CHN) В 1000 — 0000   | Б. Гречковски (USA) В 1001 — 0000 | М. Матусек (SVK) В 1000 — 0000  | Маноло Пулот (CUB) В 0010 — 0002 | Чон Бу Гён (KOR) В 1000 — 0000  | 1     |
| до 73 кг     | Кэндзо Накамура | Не участвовал      | К. Баштя (ROU) В 0110 — 0010     | Я. Левак (POL) В 1001 — 0000      | Чхой Ён Син (KOR) П 0001 — 1010 | Завершил выступление             | Завершил выступление            | 9     |
| до 73 кг     | Кэндзо Накамура | Не участвовал      | К. Баштя (ROU) В 0110 — 0010     | Я. Левак (POL) В 1001 — 0000      | Утешительный турнир             | Завершил выступление             | Завершил выступление            | 9     |
| до 73 кг     | Кэндзо Накамура | Не участвовал      | К. Баштя (ROU) В 0110 — 0010     | Я. Левак (POL) В 1001 — 0000      | Д. Педро (USA) П 0010 — 0200    | Завершил выступление             | Завершил выступление            | 9     |
| до 81 кг     | Макото Такимото | Не участвовал      | Р. Селиханов (KAZ) В 0210 — 0010 | Д. Гарсия (ARG) В 1001 — 0000     | А. Пасейро (URU) В 0001 — 0001  | Д. Бурас (FRA) В 0100 — 0001     | Чо Ин Чхоль (KOR) В 0021 — 0001 | 1     |

Женщины
| Соревнование | Спортсмены       | Первый раунд                      | 1/8 финала                        | Четвертьфинал                           | Полуфинал                        | Финал                            | Место |
| Соревнование | Спортсмены       | Соперник Результат                | Соперник Результат                | Соперник Результат                      | Соперник Результат               | Соперник Результат               | Место |
| ------------ | ---------------- | --------------------------------- | --------------------------------- | --------------------------------------- | -------------------------------- | -------------------------------- | ----- |
| до 48 кг     | Рёко Тамура      | Не участвовала                    | Чжао Шуньсинь (CHN) В 0010 — 0000 | Л. Лушникова (UKR) В 1010 — 0000        | Чха Хён Хян (PRK) В 0010 — 0010  | Л. Брулетова (RUS) В 1000 — 0000 | 1     |
| до 52 кг     | Норико Нарадзаки | Л. Байлларжон (CAN) В 1001 — 0001 | Чан Джэ Сим (KOR) В 1001 — 0000   | С. Суакри (ALG) В 0020 — 0001           | Ли Юйсян (CHN) В 1000 — 0001     | Л. Вердесия (CUB) П 0100 — 1001  | 2     |
| до 57 кг     | Киэ Кусакабэ     | Не участвовала                    | Ш. Пил (GBR) В 0220 — 0010        | И. Фернандес (ESP) П 0001 — 0001        | Завершила выступление            | Завершила выступление            | 3     |
| до 57 кг     | Киэ Кусакабэ     | Не участвовала                    | Ш. Пил (GBR) В 0220 — 0010        | Утешительный турнир                     |                                  |                                  | 3     |
| до 57 кг     | Киэ Кусакабэ     | Не участвовала                    | Ш. Пил (GBR) В 0220 — 0010        | Хишигбат Эрденет-Од (MGL) В 0010 — 0000 | З. Гусейнова (AZE) В 1000 — 0000 | Цзюнь Шэнь (CHN) В 1010 — 0000   | 3     |
| до 63 кг     | Кэйко Маэда      | Не участвовала                    | Челита Шутц (USA) П 0102 — 0120   | Завершила выступление                   | Завершила выступление            | Завершила выступление            | —     |

### Плавание
Спортсменов — 12
В следующий раунд на каждой дистанции проходили лучшие спортсмены по времени, независимо от места занятого в своём заплыве.
Мужчины
| Спортсмен        | Соревнование        | Предварительные заплывы | Предварительные заплывы | Полуфиналы | Полуфиналы | Финал     | Финал     |
| Спортсмен        | Соревнование        | Результат               | Место                   | Результат  | Место      | Результат | Место     |
| ---------------- | ------------------- | ----------------------- | ----------------------- | ---------- | ---------- | --------- | --------- |
| Масато Хирано    | 400 м вольный стиль | 3:51,42                 | 11                      |            |            | Не прошёл | Не прошёл |
| Косукэ Китадзима | 100 м брасс         | 3:54,40                 | 19                      | Не прошёл  | Не прошёл  | Не прошёл | Не прошёл |
| Акира Хаяси      | 100 м брасс         | 1:02,86                 | 21                      | Не прошёл  | Не прошёл  | Не прошёл | Не прошёл |
| Синъя Танигути   | 400 м комплекс      | 4:17,36                 | 6                       |            |            | 4:20,93   | 8         |
| Сусуму Табути    | 400 м комплекс      | 4:20,76                 | 13                      |            |            | Не прошёл | Не прошёл |

Женщины
| Спортсменка   | Соревнование         | Предварительные заплывы | Предварительные заплывы | Полуфиналы | Полуфиналы | Финал     | Финал     |
| Спортсменка   | Соревнование         | Результат               | Место                   | Результат  | Место      | Результат | Место     |
| ------------- | -------------------- | ----------------------- | ----------------------- | ---------- | ---------- | --------- | --------- |
| Сатико Ямада  | 400 м вольным стилем | 4:12,45                 | 12                      |            |            | Не прошла | Не прошла |
| Ясуко Тадзима | 400 м вольным стилем | 4:17,23                 | 23                      |            |            | Не прошла | Не прошла |
| Дзюнко Ониси  | 100 м баттерфляем    | 59,11                   | 7                       | 59,04      | 6          | 59,13     | 6         |
| Маки Мита     | 100 м баттерфляем    | 1:00,97                 | 21                      | Не прошла  | Не прошла  | Не прошла | Не прошла |
| Маи Накамура  | 100 м на спине       | 1:00,88                 | 1                       | 1:01,07    | 2          | 1:00,55   |           |
| Норико Инада  | 100 м на спине       | 1:02,19                 | 7                       | 1:01,25    | 3          | 1:01,14   | 5         |
| Масами Танака | 100 м брасс          | 1:09,12                 | 7                       | 1:09,04    | 7          | 1:08,37   | 6         |
| Ясуко Тадзима | 400 м комплекс       | 4:40,35                 | 2                       |            |            | 4:35,96   |           |

### Прыжки в воду
Спортсменов — 1
В индивидуальных прыжках в предварительных раундах складывались результаты квалификации и полуфинальных прыжков. По их результатам в финал проходило 12 спортсменов. В финале они начинали с результатами полуфинальных прыжков.
Мужчины
| Спортсмен   | Соревнование | Квалификация | Квалификация | Полуфинал | Полуфинал | Всего  | Финал  | Финал | Всего  | Место |
| Спортсмен   | Соревнование | Очков        | Место        | Очков     | Место     | Всего  | Очков  | Место | Всего  | Место |
| ----------- | ------------ | ------------ | ------------ | --------- | --------- | ------ | ------ | ----- | ------ | ----- |
| Кэн Тэраути | трамплин     | 389,88       | 11           | 226,89    | 6         | 616,77 | 407,58 | 8     | 634,47 | 8     |
| Кэн Тэраути | вышка        | 457,59       | 4            | 191,49    | 4         | 649,08 | 445,41 | 5     | 636,90 | 5     |

### Стрельба
Спортсменов — 5
После квалификации лучшие спортсмены по очкам проходили в финал, где продолжали с очками, набранными в квалификации. В некоторых дисциплинах квалификация не проводилась. Там спортсмены выявляли сильнейшего в один раунд.
Мужчины
| Спортсмен        | Соревнование   | Квалификация | Место | Финал     | Место     | Всего | Место |
| ---------------- | -------------- | ------------ | ----- | --------- | --------- | ----- | ----- |
| Масару Накасигэ  | Пистолет, 10 м | 573          | 25    | Не прошёл | Не прошёл | 573   | 25    |
| Нориюки Ниситани | Пистолет, 10 м | 564          | 36    | Не прошёл | Не прошёл | 564   | 36    |

Женщины
| Спортсмен       | Соревнование   | Квалификация | Место | Финал     | Место     | Всего | Место |
| --------------- | -------------- | ------------ | ----- | --------- | --------- | ----- | ----- |
| Хироми Мисаки   | Винтовка, 10 м | 392          | 15    | Не прошла | Не прошла | 392   | 15    |
| Митико Фукусима | Пистолет, 10 м | 383          | 7     | 100,7     | 1         | 483,7 | 5     |
| Ёко Инада       | Пистолет, 10 м | 383          | 7     | 98,2      | 5         | 481,2 | 8     |

### Триатлон
Спортсменов — 6
Триатлон дебютировал в программе летних Олимпийских игр. Соревнования состояли из 3 этапов — плавание (1,5 км), велоспорт (40 км), бег (10 км).
Мужчины
| Спортсмен       | Соревнование      | Плавание | Велоспорт  | Бег      | Итоговое время | Место | Отставание |
| --------------- | ----------------- | -------- | ---------- | -------- | -------------- | ----- | ---------- |
| Такуми Обара    | личное первенство | 18:10,49 | 59:21,20   | 32:58,26 | 1:50:29,95     | 21    | +02:05,93  |
| Хидэо Фукуи     | личное первенство | 17:57,29 | 59:32,50   | 34:35,00 | 1:52:04,79     | 36    | +03:40,77  |
| Хироюки Нисиути | личное первенство | 18:15,79 | 1:03:57,20 | 34:46,77 | 1:56:59,76     | 46    | +08:35,74  |

Женщины
| Спортсмен    | Соревнование      | Плавание | Велоспорт  | Бег      | Итоговое время | Место | Отставание |
| ------------ | ----------------- | -------- | ---------- | -------- | -------------- | ----- | ---------- |
| Киёми Нивата | личное первенство | 19:46,98 | 1:05:36,20 | 38:29,83 | 2:03:53,01     | 14    | +03:12,49  |
| Акико Хирао  | личное первенство | 20:30,08 | 1:07:06,10 | 36:42,52 | 2:04:18,70     | 17    | +03:38,18  |
| Харуна Хосоя | личное первенство | 21:15,48 | DNF        | DNF      | DNF            | —     | —          |

### Тяжёлая атлетика
Спортсменов — 5
В рамках соревнований по тяжёлой атлетике проводятся два упражнения — рывок и толчок. В каждом из упражнений спортсмену даётся 3 попытки, в которых он может заказать любой вес, кратный 2,5 кг. Победитель определяется по сумме двух упражнений.
Мужчины
| Спортсмен       | Категория | Вес   | Рывок | Рывок | Рывок | Толчок | Толчок | Толчок | Всего | Место |
| Спортсмен       | Категория | Вес   | 1     | 2     | 3     | 1      | 2      | 3      | Всего | Место |
| --------------- | --------- | ----- | ----- | ----- | ----- | ------ | ------ | ------ | ----- | ----- |
| Коки Тагасира   | до 56 кг  | 55,44 | 107,5 | 112,5 | 117,5 | 135,0  | 140,0  | 142,5  | 252,5 | 13    |
| Ясудзи Кикизума | до 56 кг  | 55,82 | 105,0 | 105,0 | 105,0 | 140,0  | 140,0  | 145,0  | 250,0 | 15    |
| Хироси Икехата  | до 62 кг  | 61,78 | 135,0 | 140,0 | 140,0 | 165,0  | 172,5  | 172,5  | 300,0 | 7     |

Женщины
| Спортсмен     | Категория | Вес   | Рывок | Рывок | Рывок | Толчок | Толчок | Толчок | Всего | Место |
| Спортсмен     | Категория | Вес   | 1     | 2     | 3     | 1      | 2      | 3      | Всего | Место |
| ------------- | --------- | ----- | ----- | ----- | ----- | ------ | ------ | ------ | ----- | ----- |
| Каори Ниянаги | до 48 кг  | 47,66 | 75,0  | 80,0  | 80,0  | 100,0  | 100,0  | 105,0  | 175,0 | 6     |
| Мари Накага   | до 53 кг  | 52,58 | 77,5  | 77,5  | 77,5  | 105,0  | 110,0  | 110,0  | 182,5 | 7     |